# 即興曲 (リスト)
即興曲（Impromptu）嬰ヘ長調 S.191 は、フランツ・リストが1872年に作曲したピアノ曲である。「即興曲（夜想曲） Impromptu (Nocturne) 」の別名がある。
この曲は、作曲当時のリストと交流があったオルガ・フォン・マイエンドルフ男爵夫人（Olga von Meyendorff）のために書かれた。彼女は若い有能なロシア人外交官の妻であったが1871年に夫と死別、その後はヴァイマルで晩年のリストの良き理解者として彼を支えている。
初版には「夜想曲 Nocturne」の題が与えられていたが、後の版で「即興曲」と改められた。「即興曲（夜想曲）」という別称はこのためである。作品が献呈されたマイエンドルフ男爵夫人の旧姓を取り「ゴルチャコフ即興曲 Gortschakoff Impromptu」と呼ばれることもある。

## 概要
アニマート、コン・パッショーネ（生き生きと、情熱を込めて）、4分の4拍子。3部形式だが、再現部は切り詰められ、書法も簡潔になっている。
リスト後半生の作としてはロマンティシズムをたたえた美しい小品であるが、嬰ヘ長調ながらその和声展開は曲に曖昧な色彩を与えており、リスト晩年の革新的な音楽世界の幕開けを告げる作品でもある。
演奏時間はおよそ3分半。